# Laghi della Paur
I Laghi della Paur si trovano nel comune di Vinadio, in provincia di Cuneo, nell'alto vallone di Riofreddo. Sono situati a 2353 m sopra il livello del mare e sono laghi completamente naturali.
Situati nel cuore delle Alpi Marittime, si trovano ai piedi dell'omonima rocca.

## Accesso
Dopo aver passato l'abitato di Vinadio si prosegue per il colle della Lombarda e, dopo alcuni tornanti, si seguono le indicazioni per Riofreddo. A questo punto, superato il bacino artificiale, si prosegue per circa 2 chilometri fino alla fine della strada rotabile, in prossimità di una baita recentemente ristrutturata. Abbandonata l'auto, si segue il percorso fino al rifugio Malinvern superando, prima il bivio per i laghi Martel e Nero e poi poco più avanti il bivio per i Laghi Aver. Giunti al Rifugio, proseguire su sentiero segnavia P13, arrivati nella conca del lago Malinvern, alla vista di un ometto di pietra, svoltare a sinistra sul sentiero e, dopo circa 40 minuti di camminata su decisi pendii detritici, coperti di bassa vegetazione, si giunge ai laghi.

## Punto di appoggio
Rifugio Malinvern - Città di Ceva (1839 m), nel vallone di Riofreddo.

## Fauna
Durante il tragitto si possono incontrare alcuni esemplari di stambecco o più raramente, anche alcuni, esemplari di camoscio.